# Zanzibar

Zanzibar nằm cách bờ biển đại lục Tanzania.

Zanzibar ngày nay là tên của hai đảo cách bờ biển Đông Phi thuộc về Tanzania: Unguja (còn được gọi Zanzibar) và Pemba. Thủ phủ quần đảo này nằm trên đảo Unguja và cũng được gọi là Zanzibar. Khu cũ của thành phố, tên Phố Đá (tiếng Anh: Stone Town), là Di sản thế giới. Dân số của Zanzibar là 981.754 người vào thống kê dân số năm 2002, và hai đảo này có diện tích 2.650 km² (1020 dặm vuông).
Các sản xuất chính của Zanzibar là đồ gia vị (bao gồm đinh hương, đậu khấu, quế, và hạt tiêu) và cọ sợi. Zanzibar cũng dựa trên ngành du lịch, và có thú đặc hữu con khỉ Piliocolobus kirkii (Zanzibar Red Colobus).
Tên "Zanzibar" chắc bắt nguồn từ tiếng Ba Tư زنگبار Zangi-bar ("bờ biển người da đen"). Tuy nhiên, tên này cũng có thể bắt nguồn từ tiếng Ả Rập Zayn Z'al Barr ("nước này đẹp"). "Zanzibar" thường chỉ đến đảo Unguja nói riêng và đôi khi đồng nghĩa với "Quần đảo Gia vị", nhưng tên này thường chỉ đến quần đảo Maluku tại Indonesia. Đảo Pemba là đảo duy nhất trừ ra Zanzibar mà vẫn còn sản xuất đinh hương nhiều; sản xuất này là nguồn thu nhập gia vị chính của quần đảo này.

## Lịch sử

### Thời cổ
Những cư dân đầu tiên của Zanzibar có thể là tổ tiên của người Hadimu và Tumbatu đến từ đại lục Đông Phi vào khoảng năm 1000 CN. Họ đã thuộc về nhiều dân tộc ở đại lục, và tại Zanzibar họ sống ở những làng nhỏ và không hợp nhất thành đơn vị hành chính lớn hơn. Tại vì họ không có tổ chức trung ương, những cư dân này dễ bị người bên ngoài chinh phục.
Gốm cổ chứng tỏ những đường buôn bán với Zanzibar đã tồn tại từ thời Assyria cổ. Những người buôn bán từ Ả Rập, vùng vịnh Ba Tư ở Iran ngày nay (nhất là Shiraz), và Tây Ấn Độ có thể đã đến thăm Zanzibar từ thế kỷ 1. Họ lợi dụng gió mùa để băng qua Ấn Độ Dương vào cảng tại Thị xã Zanzibar ngày nay. Do quần đảo này không có nhiều tài nguyên đối với những người buôn bán, quần đảo chỉ là nơi để tiếp cận những thị xã dọc theo bờ biển Đông Phi.
Một vài người buôn bán từ vùng vịnh Ba Tư bắt đầu cư trú tại Zanzibar vào cuối thế kỷ 11 hay thế kỷ 12; họ lấy vợ thổ dân và cuối cùng một vị vua (được gọi là Mwenyi Mkuu hay Jumbe) được chọn từ dân Hadimu. Người thống trị tương tự dưới tên Sheha được chọn từ người Tumbatu. Cả hai người này không có nhiều quyền, nhưng họ giúp củng cố tên tuổi của hai dân tộc này.

### Thuộc địa và Sultan

Quốc kỳ các Sultan Zanzibar xưa

Sự kiện Vasco da Gama đến đảo vào năm 1499 đã khởi đầu cho thời kỳ châu Âu có ảnh hưởng đến vùng này. Bồ Đào Nha tuyên bố quyền hành trên đảo vào năm 1503. Vào tháng 8 năm 1505, đảo trở thành một phần của Đế quốc Bồ Đào Nha khi Đại úy João Homere thuộc hạm đội của Francisco de Almeida chiếm đảo này và tuyên bố quyền hành của Bồ Đào Nha. Đảo này còn là thuộc địa Bồ Đào Nha đến năm 1698, khi Zanzibar trở thành một phần của Oman, dưới quyền hành của Sultan Oman.
Sayyid Said bin Sultan al-Busaid dời đô từ Muscat tại Oman đến Phố Đá năm 1840. Sau khi ông qua đời năm 1856, các con của ông tranh giành quyền nối ngôi. Ngày 6 tháng 4 năm 1861, Zanzibar và Oman bị chia thành hai vương quốc riêng biệt. Sayyid Majid bin Said Al-Busaid (1834/1835–1870), con thứ sáu của ông, trở thành Sultan Zanzibar, còn con thứ ba Sayyid Thuwaini bin Said al-Said trở thành Sultan Oman.

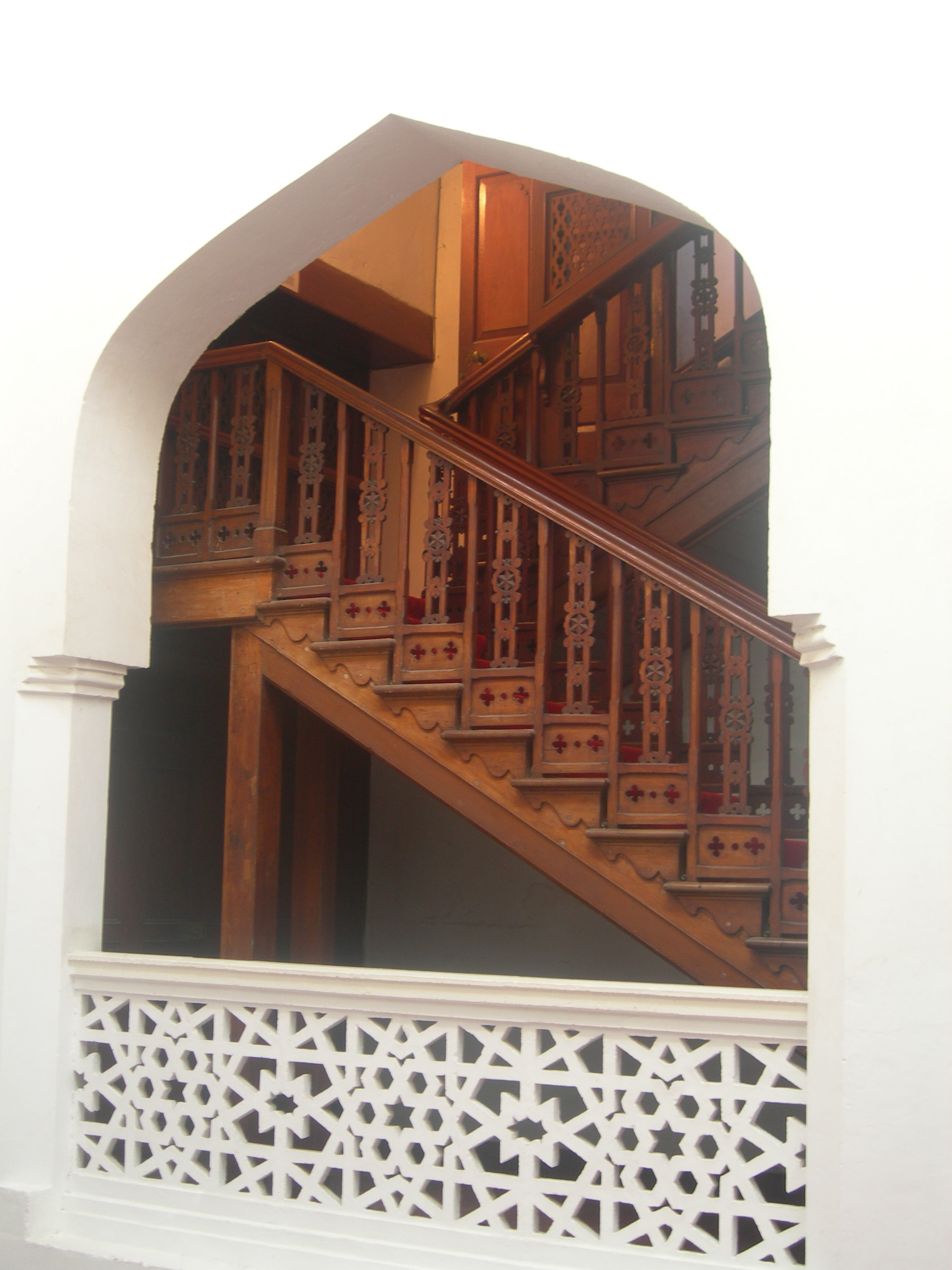
Nhà Kỳ quan (Beit-el-Ajaib) tại Phố Đá được xây vào thập niên 1880 là lâu đài để làm quốc lễ.

Vào lúc này, Sultan Zanzibar cũng có quyền hành một phần lớn của bờ biển Đông Phi, được gọi là Zanj, bao gồm Mombasa và Dar es Salaam, và các đường buôn bán kéo dài hơn vào miền trung châu Phi, chẳng hạn như tới Kindu trên sông Congo. Vào tháng 11 năm 1886, hội đồng biên giới Đức-Anh định Zanj là dải đất rộng 10 hải lý (19 km) dọc theo bờ biển từ mũi Delgado (ngày nay thuộc Mozambique) đến Kipini (ngày nay thuộc Kenya), bao gồm các đảo trên biển và một số thị xã ở Somalia ngày nay. Tuy nhiên, từ năm 1887 đến năm 1892, cả lãnh thổ này bị chiếm thành thuộc địa của Vương quốc Anh, Đức, và Ý, nhưng một số vùng vẫn không được bán hay nhượng lại chính thức đến thế kỷ 20 (Mogadishu nhượng cho Ý năm 1905 và Mombasa nhượng cho Kenya năm 1963).
Đế quốc Anh từ từ tiếp quản Zanzibar và vai trò cai quản của Anh được xác định chính thức trong Hiệp ước Helgoland-Zanzibar năm 1890, trong đó Đức hứa không đụng đến lãnh thổ Anh ở quần đảo Zanzibar. Zanzibar trở thành lãnh thổ phụ của Đế quốc Anh năm đó. Mới đầu Anh gửi Tể tướng để cai trị từ năm1890 đến 1913, rồi thường trú từ năm 1913 đến 1963.

### Độc lập
Ngày 27 tháng 8 năm 1896, Chiến tranh Anh-Zanzibar bùng nổ do tranh giành quyền nối ngôi của Hamad bin Thuwaini và kết thúc với kết quả Sultan Hamoud bin Mohammed, được sự chống lưng Anh, được lên ngôi. Đây là cuộc chiến tranh ngắn nhất trong lịch sử; Zanzibar đầu hàng sau 45 phút. Bằng lòng với những đòi hỏi của Đế Quốc Anh, Hamoud kết thúc vai trò của Zanzibar là trung tâm buôn bán nô lệ ở Đông Phi, hoạt động đã bắt đầu dưới thời Oman chiếm đóng vào thế kỷ 17; ông cấm chế độ nô lệ, thả các nô lệ của Zanzibar, và bồi thường các chủ nô vào năm 1897.
Ngày 10 tháng 12 năm 1963, Zanzibar được độc lập từ sự cai trị của Vương quốc Liên hiệp Anh và Bắc Ireland với chế độ quân chủ lập hiến dưới quyền Sultan. Tình trạng này không kéo dài lâu khi Sultan cuối cùng bị lật đổ ngày 12 tháng 1 năm 1964, và ngày 26 tháng 4 cùng năm, Zanzibar hợp nhất với nước Tanganyika trên đại lục để trở thành Tanzania. Zanzibar vẫn còn một phần của cộng hòa này đến ngày nay.

## Chính trị

Quốc kỳ mới của Zanzibar được kéo lên lần đầu tiên vào tháng 1 năm 2005.

Tuy Zanzibar thuộc về Tanzania, nhưng vùng có bầu chủ tịch riêng là nguyên thủ về các vấn đề nội bộ. Amani Abeid Karume được bầu lại vào chức vụ này ngày 30 tháng 10 năm 2005 mặc dù bị ứng cử viên đối thủ Seif Shariff Hamad chỉ trích.  Trước đó, cuộc bầu cử này bị nghi ngờ, vào tháng 1 năm 2001, có ít nhất 27 người biểu tình bị cảnh sát bắn chết. 
Zanzibar cũng có Viện Dân biểu riêng để làm luật cho quần đảo này. Viện có 50 ghế được bầu thẳng vào nhiệm kỳ 5 năm. Mỗi người lớn tại Zanzibar có quyền bầu cử.
Đảo Zanzibar có ba miền hành chính: Trung/Nam, Bắc, và Thành thị/Tây. Trên đảo Pemba có hai miền Bắc và Nam.

### Vua (Sultan) Zanzibar
1. Majid bin Said (1856–1870)
2. Barghash bin Said (1870–1888)
3. Khalifah bin Said (1888–1890)
4. Ali bin Said (1890–1893)
5. Hamad bin Thuwaini (1893–1896)
6. Khalid bin Barghash (1896)
7. Hamud bin Muhammed (1896–1902)
8. Ali bin Hamud (1902–1911; thoái vị)
9. Khalifa bin Harub (1911–1960)
10. Abdullah bin Khalifa (1960–1963)
11. Jamshid bin Abdullah (1963–1964)

### Tể tướng
1. Ngài Lloyd William Matthews (1890–1901)
2. A.S. Rogers (1901–1906)
3. Arthue Raikes (1906–1908)
4. Francis Barton (1906–1913)

### Thường trú Anh
1. Francis Pearce (1913–1922)
2. John Sinclair (1922–1923)
3. Alfred Hollis (1923–1929)
4. Richard Rankine (1929–1937)
5. John Hall (1937–1940)
6. Henry Pilling (1940–1946)
7. Vincent Glenday (1946–1951)
8. John Sinclair (1952–1954)
9. Henry Potter (1954–1959)
10. Arthur Mooring (1959–1963)